# 斯沃爾比莊園

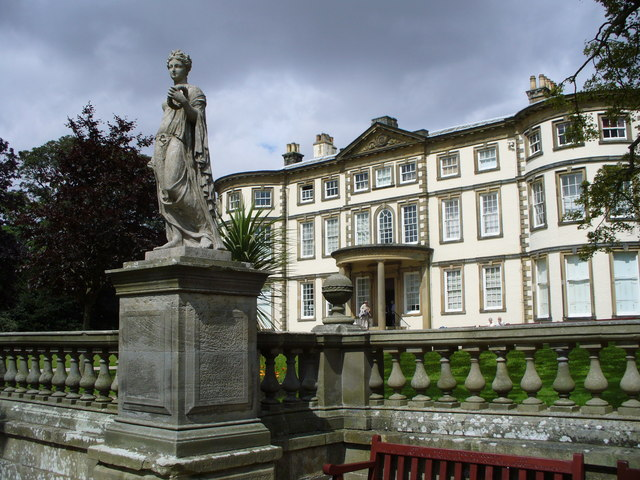
斯沃爾比莊園

斯沃爾比莊園（Sewerby Hall）是位於英國英格蘭東約克郡斯沃爾比的一座鄉村別墅，也是一座I級登錄建築。現在斯沃爾比莊園是東約克郡的主要旅遊景點之一，每年吸引超過15萬人遊客。東約克郡博物館也位於建築內

## 外部連結
- Sewerby Hall （页面存档备份，存于）
- Photos of Sewerby Hall and surrounding area on geograph （页面存档备份，存于）

54°06′12″N 0°09′39″W / 54.103360°N 0.160950°W